# Doriotgestänge

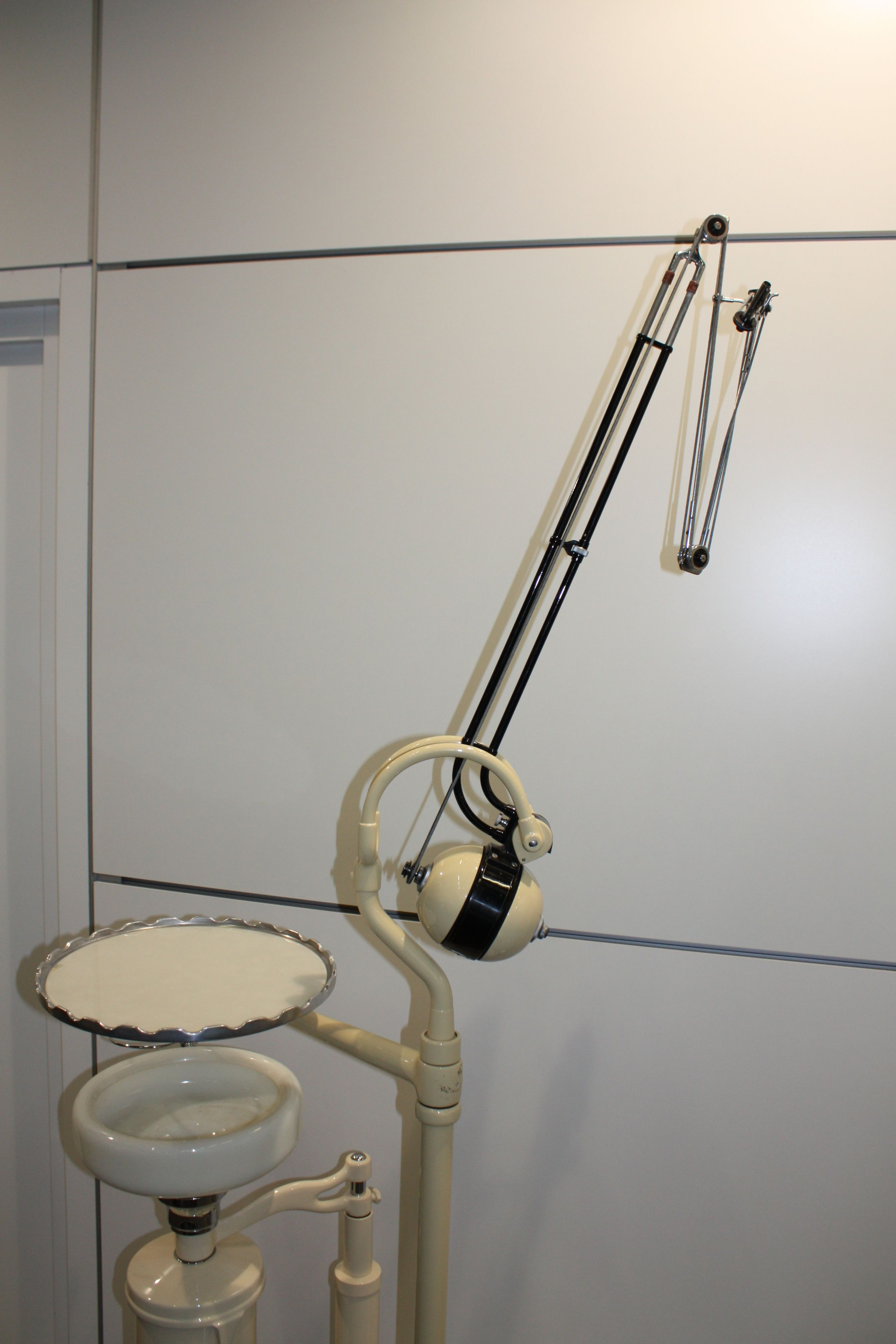
Doriotgestänge – mit Antriebsmotor, Schwebetisch und Speibecken

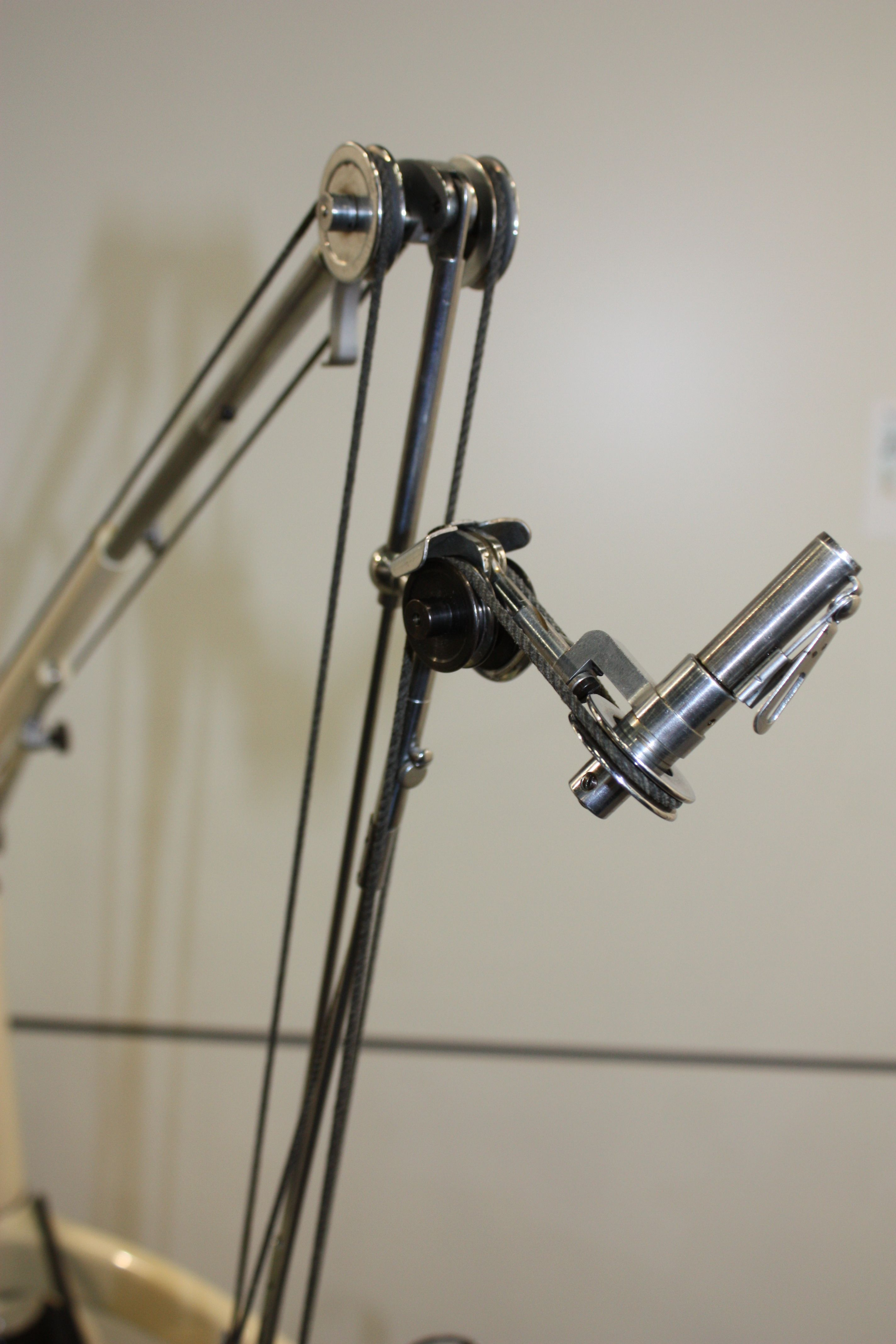
Doriotgestänge – Detailaufnahme des Arbeitsendes mit der Aufsteckkupplung für die Hand- und Winkelstücke

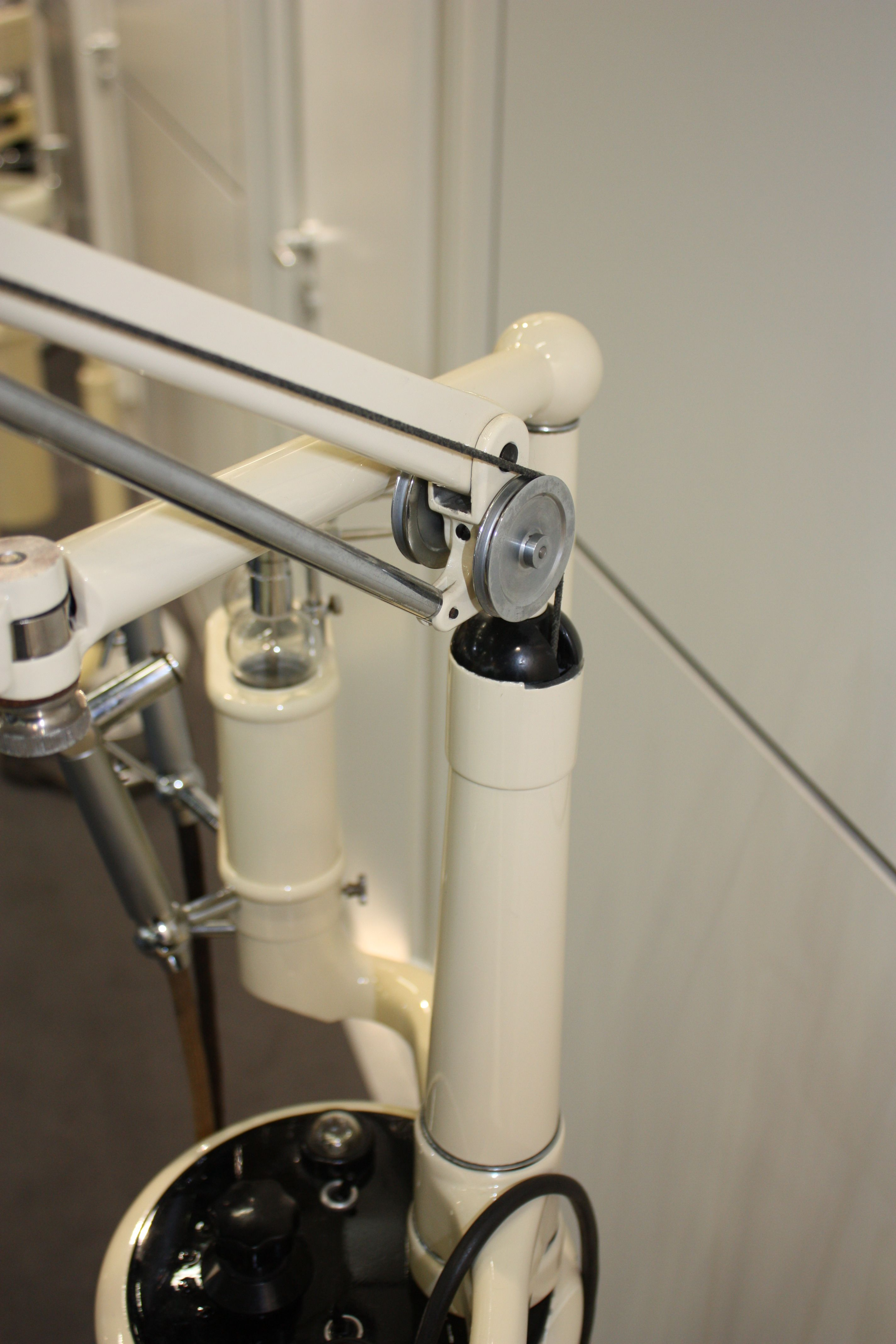
Doriotgestänge – Detailaufnahme an der Einheit – eine Seilführungsrolle ist deutlich zu erkennen

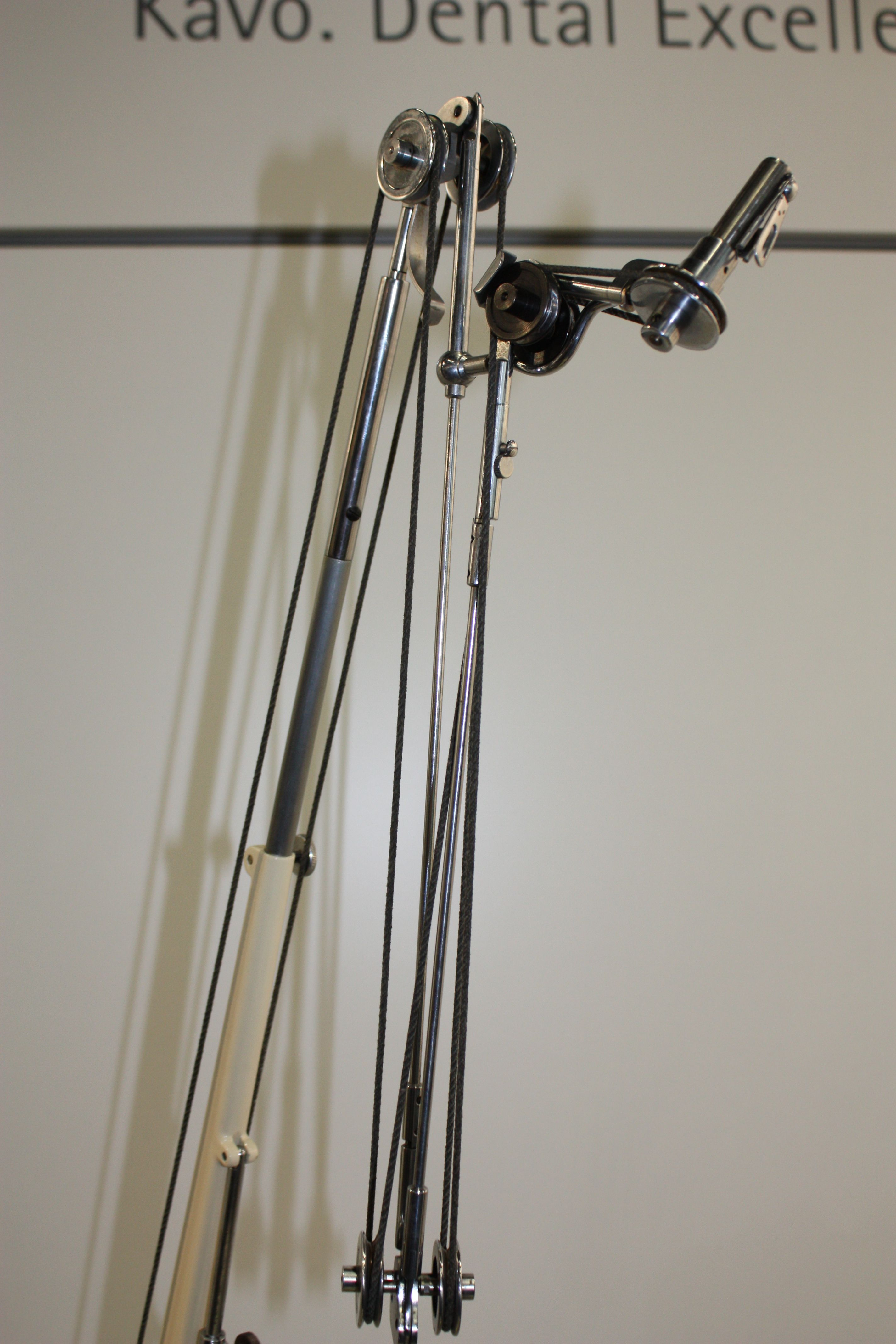
Doriotgestänge

Das Doriotgestänge (frz.: tour de Constant Doriot; bras Doriot; engl.: Doriot’s transmission) ist ein Treibschnurantrieb (auch als Seiltransmission bezeichnet, vom Prinzip her ein Riemengetriebe) zur Drehkraftübertragung von einem Elektromotor auf zahnärztliche Hand- und Winkelstücke an zahnärztlichen Behandlungseinheiten.
Diese historische Konstruktion zur Übertragung der Drehkraft ist heute veraltet.
Es wurde 1893 vom Pariser Zahnarzt Constant Doriot erfunden und ab 1957 durch andere technische Antriebsarten (zahnärztlicher  Mikromotor, zahnärztliche Luftturbine) abgelöst. Das Doriotgestänge wurde 1893 in Philadelphia patentiert und von der “S. S. White Dental Manufacturing Company” (gegründet 1844 vom Erfinder, Zahnarzt und Wissenschaftsautor Samuel Stockton White; * 19. Juni 1822 in Hulmeville Pennsylvania; † 30. Dezember 1879 in Paris; zur Produktion von Porzellanzähnen und Dentalinstrumenten; Philadelphia, Pennsylvania; wurde damals zur größten Dentalfirma der Welt) übernommen.
Das Doriotgestänge mit seinem Antriebssystem galt für viele Jahrzehnte als Standard in der Zahnmedizin. „Bohrmaschinen“ (Hand- und Winkelstücke), die mit Doriotgestänge angetrieben wurden, erreichten typischerweise eine Drehzahl von 6000/min. Durch Mikromotor und Turbine wurde das Doriotgestänge allmählich abgelöst, bis es um 1970 fast völlig verdrängt war.

## Technik
Das Doriotgestänge, ein Spezial-Gestänge, besteht aus drei gelenkig mit Scharnieren miteinander verbundenen Metallarmen mit Drehgelenken, über die mittels Umlenkrollen (Schnurlaufräder) die Antriebsschnur geführt wird. Die Kraftübertragung erfolgt mittels Rollenschnur, die die Umdrehungen des Elektromotors auf die Antriebskupplung mit dem aufgesteckten zahnärztlichen Handstück mit eingespanntem Bohrer überträgt.
Durch technisch aufwändige Übersetzungen wurde die Drehzahl immer weiter erhöht, so dass in den 1950er Jahren die Drehzahl auf 10.000/min gesteigert werden konnte. Diese höheren Drehzahlen erforderten wiederum die Entwicklung von speziellen Handstücken.
Um 1936 wurde ein Schnellgang eingefügt und damit die Drehzahl des Motors von 1200 bis 3000/min auf 6000/min erhöht, später sogar auf 24.000/min. Die Firma Kaltenbach & Voigt (heute Kavo Dental) konstruierte 1954 eine Gelenkgleitverbindung, die etwa 60.000/min ermöglichte. 1957 gab es dann noch ein Hochgeschwindigkeits-Doriotgestänge.
Der Elektromotor zum Antrieb des Doriotgestänges stand auf der linken Seite des Patienten, meist in einer Behandlungseinheit mit Speibecken und Lampe integriert. Das Doriotgestänge hing bereits während der Untersuchung im Blickfeld des Patienten – schräg links vor und über dem Patienten – und löste besonders bei Patienten mit Zahnbehandlungsphobie Beklemmungen aus. Das Galgensystem war so ausbalanciert, dass während der Behandlung nicht das gesamte Gewicht des Doriotgestänges am Handstück zog und so die feinmotorische Arbeit des Zahnarztes im Mund des Patienten stark beeinträchtigte.

## Vorgeschichte
Vor dem Aufkommen der rotierenden Instrumente und des rotierenden Antriebes („Zahnarztbohrer“) erfolgte die Abtragung der kariösen Zahnhartsubstanzen und die Aufbereitung (Präparation) der Zahnkavität für die Füllungstherapie mittels Handinstrumenten (Schmelzmesser, Dentinmesser, Exkavator).
1871 führte Georges Green den batteriebetriebenen Elektrobohrer in der zahnärztlichen Behandlung ein. Jedoch erst um die Jahrhundertwende, als die batteriebetriebenen Motoren (Tauchbatterie) durch netzbetriebene Motoren verdrängt wurden, ging der größte Teil der Zahnärzte von der Pedalbohrmaschine zur Elektrobohrmaschine über. Damit einher ging der Siegeszug des Doriotgestänges, das die höheren Drehzahlen mit wesentlich mehr Laufruhe vom Motor auf das Handstück übertrug. Weitere Verbesserungen des Elektromotors für die zahnärztliche Behandlung waren ein Anlasser mit eingebautem Widerstand und elektromagnetische Bremsen für den Motor.
Die ersten primitiven zahnärztlichen Behandlungseinheiten gab es ab 1860. Behandlungseinheiten im modernen Sinn gab es jedoch in den USA, die in zahnärztlicher Hinsicht damals weltweit führend waren, erst ab 1917. Das war die „Ritter Unit“ der Firma Ritter mit integrierter Bohrmaschine, Wasserspray, Luftgebläse, Beleuchtungsquellen und Speifontäne. Die Tretbohrmaschine ließ sich Morison 1871 patentieren. John Greenwood (1760–1819), der Leibzahnarzt von George Washington, hatte bereits 1790 die erste Tretbohrmaschine (engl. „dental foot engine“) erfunden.
Die ersten zahnärztlichen Bohrmaschinen waren sehr unhandlich in der Anwendung, sie waren schwer zu kontrollieren und hatten nur eine sehr langsame Drehzahl. Das Ausbohren der Kavitäten für die Füllungstherapie war damit sehr mühsam.
Bis 1894 war die Tretbohrmaschine (Pedalbohrmaschine) der Stand der Technik bei der zahnärztlichen Aufbereitung von kariösen Defekten in der konservierenden Zahnheilkunde. Die Tretbohrmaschine (damalige engl. Bezeichnung: „Dental-Engine“) fand nach ihrer Patentierung am 7. Februar 1871 und Einführung in den USA durch den New Yorker Zahnarzt James Beall Morrison (* 5. Dezember 1829 in East Springfield in Jefferson County/Ohio; † 22. Dezember 1917 in Kansas City/Missouri) 1872 in kurzer Zeit auch schnell Verbreitung in Europa, mit ihr waren Drehzahlen von 2000/min zu erreichen. Die elektrische Bohrmaschine konnte sich 1883 durch die Konstruktion einer biegsamen Welle zur Kraftübertragung auf das Handstück gegenüber der Tretbohrmaschine durchsetzen. Diese biegsame flexible Welle im Bohrschlauch erlaubt dem Zahnarzt während der Behandlung eine weitgehend freie Beweglichkeit des Handstücks. Bald darauf kamen die ersten elektrischen Bohrmaschinen für die zahnärztliche Behandlung auf. Sie erreichten eine Drehzahl von 1200 bis 3000/min. Die Kraftübertragung erfolgte ebenfalls mittels flexibler Metallspirale. Auch hydraulisch betriebene Bohrmaschinen wurden verwendet (engl. Water-Motor Dental Engine).
Der Belgier Emile Huet (1874–1944) hatte bereits 1911 einen Motor für die zahnärztliche Behandlung konstruiert, der eine Drehzahl von 10.000/min schaffte, jedoch waren die damaligen Handstücke nicht für solche Drehzahlen ausgelegt.

## Weiterentwicklung
1950 wurde das Handstück zum Winkelstück weiterentwickelt. 1953 wurde die wassergetriebene Turbine und 1957 die zahnärztliche Luftturbine erfunden. 1965 stellten die Firmen Kerr und Siemens (später: Siemens dental, dann Sirona) die ersten zahnärztlichen Mikromotoren her. Da der Mikromotor direkt auf das Hand- oder Winkelstück aufgesteckt wurde, entfiel das Problem einer Kraftübertragung über eine größere Strecke völlig. Lediglich eine Kupplung zur direkten Kraftübertragung vom Mikromotor auf das Handstück war noch erforderlich. So wurde die konventionelle Bohrmaschine mit Bohrschlauch oder Doriotgestänge in den 1960er Jahren überflüssig.
Die Siemens-Tochter DCR brachte 1959 ein Gerät zur Motorübersetzung für höhere Drehgeschwindigkeiten heraus. Es wurde unter dem Namen SDSR auf den Markt gebracht und bei Zahnärzten unter anderem als Molch bezeichnet, weil es so aussah. In Großbritannien wurde das Gerät auch Mouse genannt.